# 540-е годы
540-е (пятьсо́т сороковы́е) го́ды по юлианскому календарю — промежуток времени с 1 января 540 года по 31 декабря 549 года, включающий 540 год 4-го десятилетия   и с 541 по 549 годы    5-го десятилетия VI века 1-го тысячелетия.  Они закончились 1476 лет назад.

## Важнейшие события
- Юстинианова чума[1] (541).
- Теодеберт I[2][3] захватил земли в Альпах и на северо-востоке Италии. Он претендовал на контроль над землями от Балтики до Дуная.
- Набеги гуннов, славян и антов на Иллирию и Фракию. Разорение этих земель.

## 540
- Консул Флавий Мариан Пётр Феодор Валентин Рустиций Вораид Герман Юстин[4][5][6][7].
- Весна — Взятие Равенны и пленение Витигеса[8].
- 540—541 — Король остготов Ильдебад[9][10][11].
- Св Бенедикт составил устав, который приняли монахи-бенедиктинцы[12].
- Гунны перешли Дунай, опустошили Скифию и Мезию. Направленный против них племянник Юстиниана Юст погиб. Гунны осадили Константинополь, прорвали внешнюю стену и сожгли предместья.
- 540—545 — Война Византии с Персией.
- Поход персов на Сирию. Разорение Сирии, взятие и разрушение Антиохии. Велизарий направлен против персов. Персы отступили.
- Монофизитский священник по имени Юлиан, поощряемый и поддержанный императрицей Феодорой, отправился с богатыми дарами в Нубию и представился царю Сиако, который крестился со всем народом и предоставил себя на службу империи.
- Кинда разгромлена Хирой.
- Ок.540 — Смерть Михиракулы[13]. Конец господства эфталитов в Индии.
- Падение государства эфталитов в Индии

## 541
- Консул Аниций Фауст Альбин Василий[14]. Последний консул в истории империи.
- 541 — Король остготов Эрарих[9][10].
- Королём остготов стал Тотила[10][11]. Он собрал дружины и перешёл в наступление против отрядов византийцев.
- Теудис[2] отразил нападение франков на вестготские земли.
- Хосров[15] вновь начал военные действия против Константинополя. Захвачена Петра; два других укрепления на север от крепости, Севастополь (Диоскуриада) и Пицунда, были покинуты византийскими гарнизонами и перешли под власть персов.
- 541—542 годы — после победы над блеммидами был разрушен языческий храм в Филе (Нубия), и поставленный здесь епископ Феодор стал первым христианским миссионером в Верхнем Египте.
- В Аравии началась трудная война между химьяритским Абрахой и Йазидом — одним из киндских царей, правителем Западного Хадрамаута.
- Покорение телеутской державы жужанями.
- Восстание Ли Нам Де, основателя Династии ранних Ли[16][17].

## 542
- 542/543 — смерть Витигеса в Константинополе[8].
- Война Хлотаря и Хильдеберта с вестготами.
- Чума в Константинополе. Началась в Египте, потом в Палестине.
- Первое упоминание термина «тюрк»

## 543
- На Синоде Восточной церкви император Юстиниан объявил войну учению Оригена (т. н. доктрина апокатастасиса)[18][19]. Десять лет спустя оно было объявлено еретическим на Константинопольском Соборе[20].
- весна. Тотиле сдаётся Неаполь.
- Миссия Нарсеса[21][3] по уничтожению храма Исиды в Филе (Египет).

## 544
- Построен Храм Хыннюнса в г. Кёнджу (경주 흥륜사지), первый из буддийских храмов Силла в период правления короля Чинхына (진흥왕)
- Смена Католикоса-Архиепископа Иверии: Евлавий (532—544) → Самуил II (544—553)
- В ноябре или декабре 544 г. Велизарий высадился в Равенне[22][23].
- Начался первый год 甲子年 шестидесятилетнего цикла согласно китайскому летоисчислению.
- Восстание Ли Нам Дэ. Начало правления династии Ранняя Ли (544—602)[16][17].
- Около 544 года Юстиниан разместил воинов антов в Тирасе.
- 544—546 гг. Вторая осада Рима.
- Издаётся новелла об аренде церковного имущества.
- Хлотарь I приказал всем церквям своего королевства выплачивать казне третью часть доходов.

## 545
- Велисарий прибыл в Италию, но практически без денег и войск.
- 545—547 гг. Составлена основная часть «Христианской топографии» Косьмы Индикоплова.
- Гао Хуань стеснил Юйвэнь Тая.
- Жужань и Тогон в союзе с Гао Хуанем.
- Восстание телеутов.
- 545—546 — Покорение телеутов тюркютами.
- Война Ирана с Византией.

## 546
- 17 декабря — Тотила захватил и разграбил Рим.
- Ок. 546 — св. Колумба (ок. 521—597) основал Дерри[24].
- Посольство от эфталитов в Западную Вэй.
- Посольство тюркютов в Западную Вэй.

## 547
- Остготы ушли из Рима, и византийцы заняли его.
- Покорение Византией Северной Африки.
- Начиная с этого года отмечаются первые набеги славян на Иллирию и Далмацию.
- Вспомогательный отряд антов помогает греческой армии в Лукании.
- Смерть Гао Хуаня[25].
- Восстание Хоу Цзина в Восточной Вэй.
- Хоу Цзин, передавшись Западной Вэй, изменил ей в пользу Лян.
- Конфликт Бумына, князя тюркютов, с Анахуанем, ханом жужаней.

## 548
- Велисария в командовании византийскими войсками в Италии сменяет Нарсес.
- 548—555 — король Австразии Теодебальд[26].
- 548—549 — король вестготов Теудигизел[27].
- В ходе одного из набегов, славяне достигли побережья Адриатического моря.
- Завершение жесточайшего подавления восстания в Африке. Присоединение Северной Африки к Византии.

## 549
- Королём вестготов становится Агила I[8].
- 549—550 — Склавины взяли крепость Топер на Эгейском море, истребили всех мужчин, а женщин и детей уводят в рабство. По Прокопию: долго ещё Иллирия и Фракия лежали опустошённые.
- Второй отзыв Велисария в Константинополь.
- Хоу Цзин предал Лян и сжёг Цзянькан.
- 9 мая — в Равенне освящена базилика Сант-Аполлинаре-ин-Классе[28].